# Rocket de Montréal
Die Rocket de Montréal (engl.: Montréal Rocket) waren ein kanadisches Eishockeyteam aus Montreal, das von 1999 bis 2003 in der Quebec Major Junior Hockey League spielte.

## Geschichte
Die Rocket de Montréal nahmen zur Saison 1999/00 den Spielbetrieb in der Quebec Major Junior Hockey League auf. Nach vier Spielzeiten in der franko-kanadischen Metropole, in denen sich das Team drei Mal für die Playoffs qualifizieren konnte, jedoch die reguläre Saison nur einmal mit einer positiven Bilanz beendete, zog das Team zur Saison 2003/04 innerhalb der QMJHL nach Charlottetown auf Prince Edward Island um, wo es bis 2013 unter dem Namen P.E.I. Rocket spielte. Im Sommer 2013 wurde das Team in Charlottetown Islanders umbenannt.
Der Teamname wurde in Anlehnung an den legendären Maurice „Rocket“ Richard gewählt, der über viele Jahre bei den Montréal Canadiens in der National Hockey League gespielt hatte. Im Teamlogo, das auch später noch von der P.E.I. Rocket in leicht abgewandelter Form verwendet wurde, ist Richards Rückennummer 9 integriert.

## Saisonstatistik
Abkürzungen: GP = Spiele, W = Siege, L = Niederlagen, T = Unentschieden, OTL = Niederlagen nach Overtime, Pts = Punkte, GF = Erzielte Tore, GA = Gegentore
| Saison  | GP  | W   | L   | T  | OTL | Pts | GF  | GA   | Platz    | Playoffs                                                                                 |
| 1999/00 | 72  | 29  | 32  | 6  | 5   | 69  | 276 | 313  | 3., West | Niederlage im Conference Quarterfinal, 1:4 (Drummondville)                               |
| 2000/01 | 72  | 24  | 35  | 7  | 6   | 61  | 249 | 310  | 4., West | nicht qualifiziert                                                                       |
| 2001/02 | 72  | 23  | 39  | 8  | 2   | 56  | 198 | 243  | 4., West | Niederlage im Conference Quarterfinal, 3:4 (Hull)                                        |
| 2002/03 | 72  | 32  | 27  | 5  | 8   | 77  | 256 | 261  | 3., West | Niederlage im Conference Quarterfinal, 3:4 (Sherbrooke)                                  |
| Gesamt  | 288 | 108 | 133 | 26 | 21  | 263 | 979 | 1127 |          | 3 Playoff-Teilnahmen 3 Serien: 0 Siege, 3 Niederlagen 19 Spiele: 7 Siege, 12 Niederlagen |

## Bekannte ehemalige Spieler
- Ryane Clowe
- Pascal Leclaire